# 惡女羅曼死
《惡女羅曼死》是日本漫畫家岡崎京子的日本漫畫作品，連載於FEEL YOUNG，自1995年7月號開始至1996年4月號止，由於作者發生車禍並停止創作，因此故事並未完結。本作品獲得第8屆手塚治虫文化獎，由其弟弟代為領獎。2012年時改編成電影版，由澤尻英龍華主演。

## 故事
超人氣時尚模特兒莉莉子有一項不為人知的祕密，她實際上是一名經過全身整形的人工美女，由於違法美容整形的副作用、她飽受身體與精神的痛苦摧殘。
她原本預定要和大企業家的富二代南部貴男結婚，但遭到對方背叛，又因為同事務所推出的模特兒新人吉川梢聲勢節節高升，使得她的演藝地位不保，莉莉子原本光鮮亮麗的生活成了惡夢。一日、麻田檢察官找上莉莉子，希望她為舉發違法整型美容診所做為證人，並將該診所的資料給了莉莉子，那些資料外洩後，莉莉子全身整形的事實公諸於大眾。
在說明記者會上，莉莉子以刀刃刺傷自己的右眼，此後下落不明。數年之後，在海外出外景的梢隨著工作人員參加慶功宴，在俱樂部的一角見到戴著眼罩的莉莉子。

## 登場人物
莉莉子 / 比留駒 春子（ひるこま はるこ）
本作的主角，年齡、經歷一切不明的超級模特兒，事實上是除了眼珠、指甲、頭髮、耳朵、性器以外所有的外表都經過整型的人工美女，飽受整形後遺症所苦，情緒起伏非常大，有施打鎮靜劑的習慣。個性非常高傲、自我中心，但也有愛家人的一面。
本名是比留駒春子。
麻田（あさだ）
追查胎兒買賣事件的檢察官，稱呼莉莉子為老虎莉莉。他在發現到美容整形診所的違法醫療行為後，將資料交給莉莉子並希望其出庭作證。
羽田美知子（はだ みちこ）
莉莉子的經紀人，於公於私都被莉莉子玩弄於鼓掌間，被莉莉子做了許多過份的行為，但卻又喜歡著她，為她打理生活的一切。
吉川梢（よしかわ こずえ）
與莉莉子同事務所的後輩，是天然的美女。
澤鍋錦二（さわなべ きんじ）
莉莉子的美容師，是知道全身整形秘密的人。
南部貴男（なんぶ たかお）
莉莉子的戀人，大企業的富二代。
奧村信輝（おくむら のぶてる）
美知子的戀人，受到莉莉子的誘惑而向惠美利潑灑硫酸。
電影版的小名改為小新（しんいち）
保須田（ほすだ）
檢察廳事務官，與麻田共同調查胎兒買賣事件。
比留駒 千加子（ひるこま ちかこ）
莉莉子的妹妹，是個普通女學生，相貌並不出眾。憧憬著光鮮亮麗的姊姊，之後也進行了整形。
美容診所院長
本名不明，以胎兒皮膚、脂肪、肌肉等素材為莉莉子在內的人進行了違法的整形手術，在故事最後遭到逮捕。

## 書籍
- 岡崎京子 『ヘルタースケルター』 祥傳社〈FEEL COMICS〉、全一卷

2003年4月8日發行、ISBN 978-4396762971

## 電影
2012年7月14日公開，分級為R15+。
香港上映的級別為三級，只准年滿十八歲人士入場觀看。

### 演員名單
- 莉莉子 - 澤尻英龍華
- 麻田誠 - 大森南朋
- 羽田美知子 - 寺島忍
- 奧村伸一 - 綾野剛
- 吉川梢 - 水原希子
- 澤鍋錦二 - 新井浩文

### 工作人員
- 導演 - 蜷川實花
- 腳本 - 金子ありさ

### 票房
在日本全國204個戲院公開上映，2012年7月14日、15日兩日間票房為2億3353萬3030元，觀眾17萬4274人。

## 外部連結
- 手塚治虫文化賞相關新聞 （页面存档备份，存于）（日語）
- 電影官方網站（日語）
- 互联网电影数据库（IMDb）上《惡女羅曼死》的资料（英文）